# Seznam dílů seriálu 3%
Toto je seznam dílů seriálu 3%. Brazilský dramatický televizní seriál 3% byl zveřejněn na Netflixu.

## Přehled řad
| Řada | Díly | Premiéra na Netflixu |
| ---- | ---- | -------------------- |
| 1    | 8    | 25. listopadu 2016   |
| 2    | 10   | 27. dubna 2018       |
| 3    | 8    | 7. června 2019       |
| 4    | 7    | 14. srpna 2020       |

## Seznam dílů

### První řada (2016)
| Č. v seriálu | Č. v řadě | Původní název         | Režie                             | Scénář                                                        | Premiéra na Netflixu |
| ------------ | --------- | --------------------- | --------------------------------- | ------------------------------------------------------------- | -------------------- |
| 1            | 1         | Capítulo 01: Cubes    | César Charlone                    | Pedro Aguilera                                                | 25. listopadu 2016   |
| 2            | 2         | Capítulo 02: Moedas   | Daina Giannecchini a Jotagá Crema | Cássio Koshikumo a Denis Nielsen                              | 25. listopadu 2016   |
| 3            | 3         | Capítulo 03: Corredor | Dani Libardi                      | Ivan Nakamura a Denis Nielsen                                 | 25. listopadu 2016   |
| 4            | 4         | Capítulo 04: Portão   | Jotagá Crema                      | Cássio Koshikumo, Ivan Nakamura a Jotagá Crema                | 25. listopadu 2016   |
| 5            | 5         | Capítulo 05: Água     | César Charlone                    | Pedro Aguilera                                                | 25. listopadu 2016   |
| 6            | 6         | Capítulo 06: Vidro    | Daina Giannecchini a Dani Libardi | Cássio Koshikumo, Denis Nielsen, Ivan Nakamura a Jotagá Crema | 25. listopadu 2016   |
| 7            | 7         | Capítulo 07: Cápsula  | Daina Giannecchini                | Cássio Koshikumo                                              | 25. listopadu 2016   |
| 8            | 8         | Capítulo 08: Botão    | César Charlone                    | Denis Nielsen a Pedro Aguilera                                | 25. listopadu 2016   |

### Druhá řada (2018)
| Č. v seriálu | Č. v řadě | Původní název           | Režie              | Scénář                                        | Premiéra na Netflixu |
| ------------ | --------- | ----------------------- | ------------------ | --------------------------------------------- | -------------------- |
| 9            | 1         | Capítulo 01: Espelho    | Philippe Barcinski | Denis Nielsen a Pedro Aguilera                | 27. dubna 2018       |
| 10           | 2         | Capítulo 02: Torradeira | Daina Giannecchini | Ivan Nakamura                                 | 27. dubna 2018       |
| 11           | 3         | Capítulo 03: Estática   | Daina Giannecchini | André Sirangelo                               | 27. dubna 2018       |
| 12           | 4         | Capítulo 04: Guardanapo | Philippe Barcinski | André Sirangelo                               | 27. dubna 2018       |
| 13           | 5         | Capítulo 05: Lampião    | Philippe Barcinski | Ivan Nakamura, Juliana Rojas a Pedro Aguilera | 27. dubna 2018       |
| 14           | 6         | Capítulo 06: Garrafas   | Dani Libardi       | Guilherme Freitas                             | 27. dubna 2018       |
| 15           | 7         | Capítulo 07: Névoa      | Jotagá Crema       | Teodoro Poppovic                              | 27. dubna 2018       |
| 16           | 8         | Capítulo 08: Sapos      | Dani Libardi       | Denis Nielsen                                 | 27. dubna 2018       |
| 17           | 9         | Capítulo 09: Colar      | Jotagá Crema       | Juliana Rojas                                 | 27. dubna 2018       |
| 18           | 10        | Capítulo 10: Sangue     | Philippe Barcinski | Guilherme Freitas                             | 27. dubna 2018       |

### Třetí řada (2019)
| Č. v seriálu | Č. v řadě | Původní název         | Režie              | Scénář                               | Premiéra na Netflixu |
| ------------ | --------- | --------------------- | ------------------ | ------------------------------------ | -------------------- |
| 19           | 1         | Capítulo 01: Areia    | Daina Giannecchini | Denis Nielsen a Pedro Aguilera       | 7. června 2019       |
| 20           | 2         | Capítulo 02: Lâmina   | Dani Libardi       | Carol Rodrigues                      | 7. června 2019       |
| 21           | 3         | Capítulo 03: Remédio  | Daina Giannecchini | Ivan Nakamura                        | 7. června 2019       |
| 22           | 4         | Capítulo 04: Pato     | Dani Libardi       | Andréa Midori Simão                  | 7. června 2019       |
| 23           | 5         | Capítulo 05: Alavanca | Dani Libardi       | Denis Nielsen                        | 7. června 2019       |
| 24           | 6         | Capítulo 06: Alçapão  | Jotagá Crema       | Ivan Nakamura                        | 7. června 2019       |
| 25           | 7         | Capítulo 07: Jardrone | Jotagá Crema       | Ricardo Gonçalves                    | 7. června 2019       |
| 26           | 8         | Capítulo 08: Onda     | Jotagá Crema       | Andréa Midori Simão a Pedro Aguilera | 7. června 2019       |

### Čtvrtá řada (2020)
| Č. v seriálu | Č. v řadě | Původní název          | Režie              | Scénář                                        | Premiéra na Netflixu |
| ------------ | --------- | ---------------------- | ------------------ | --------------------------------------------- | -------------------- |
| 26           | 1         | Capítulo 01: Lua       | Daina Giannecchini | Teodoro Poppovic                              | 14. srpna 2020       |
| 27           | 2         | Capítulo 02: Choque    | Daina Giannecchini | Natalia Maeda                                 | 14. srpna 2020       |
| 28           | 3         | Capítulo 03: Fogo      | Jotagá Crema       | Carol Rodriguez a Ivan Nakamura               | 14. srpna 2020       |
| 29           | 4         | Capítulo 04: Submarino | Jotagá Crema       | Denis Nielsen                                 | 14. srpna 2020       |
| 30           | 5         | Capítulo 05: Pintura   | Dani Libardi       | Denis Nielsen, Natalia Maeda a Pedro Aguilera | 14. srpna 2020       |
| 31           | 6         | Capítulo 06: Botões    | Diana Giannecchini | Carol Rodriguez                               | 14. srpna 2020       |
| 32           | 7         | Capítulo 07: Sol       | Dani Libardi       | Ivan Nakamura, Denis Nielsen a Pedro Aguilera | 14. srpna 2020       |